# Mirall de Claude

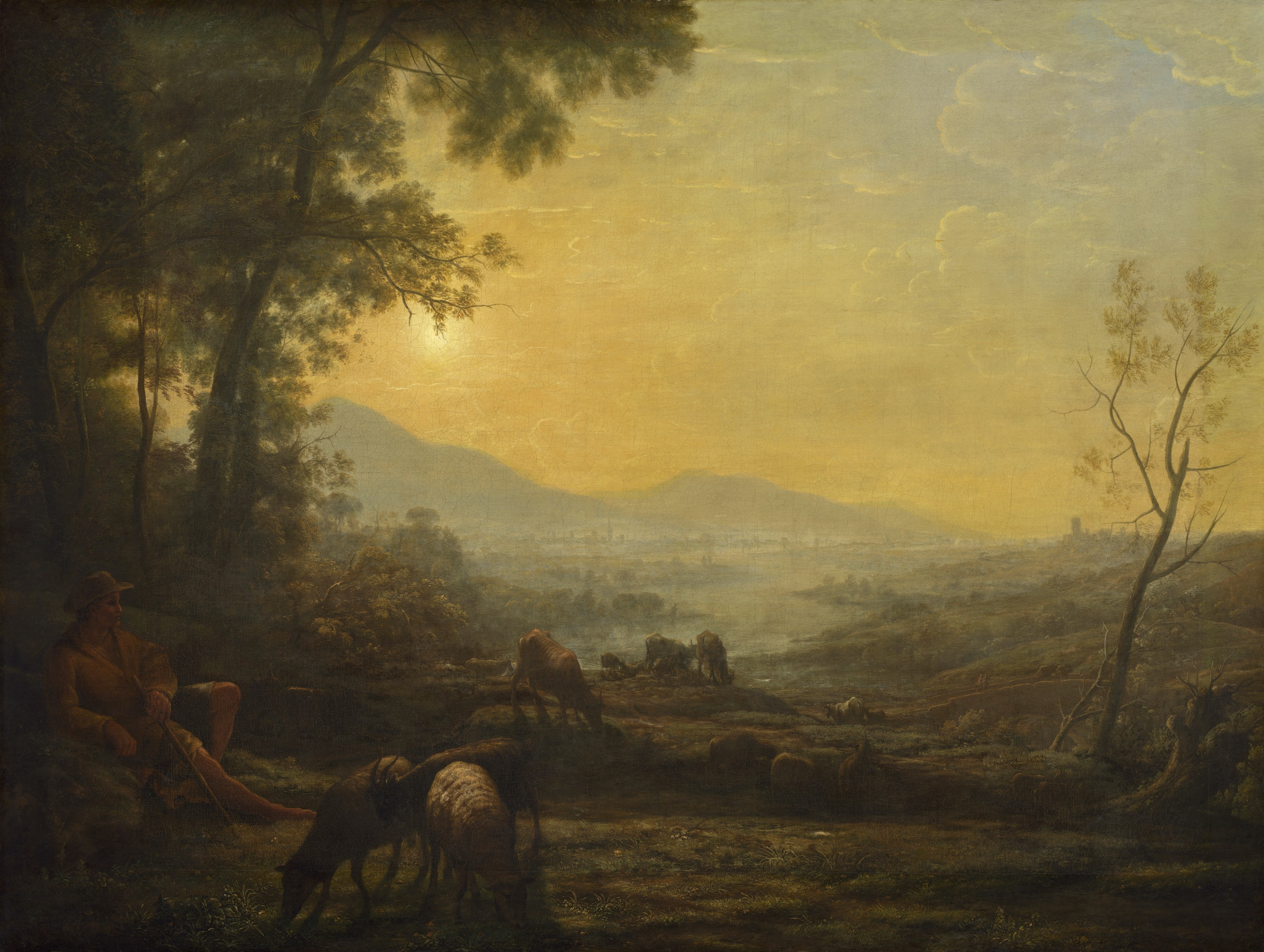
Pastor (1655-1660), de Claude Lorrain (National Gallery of Art, Washington, D. de C.) Exemple que representa la gradació de tons i de llum que els artistes van voler emular amb els miralls de Claude.

Un mirall de Claude (o mirall negre) és un petit mirall lleugerament convex que té la seva superfície tintada. Aquests miralls, guardats en petites caixes o en petits estoigs plegats, eren usats per artistes, pintors de paisatges, viatgers i aficionats al paisatgisme. La seva curvatura produïa l'efecte d'abstreure la porció del paisatge que interessava veure de tot el que l'envoltava, reduint l'escala de la vista, i el tint (que generalment era sèpia o marró) simplificava el color i el rang tonal de l'escena per donar-li una qualitat més pictòrica. Cal tenir en compte que: "la persona que usava el mirall havia de donar sempre l'esquena a l'objecte que volia dibuixar".

## Descripció

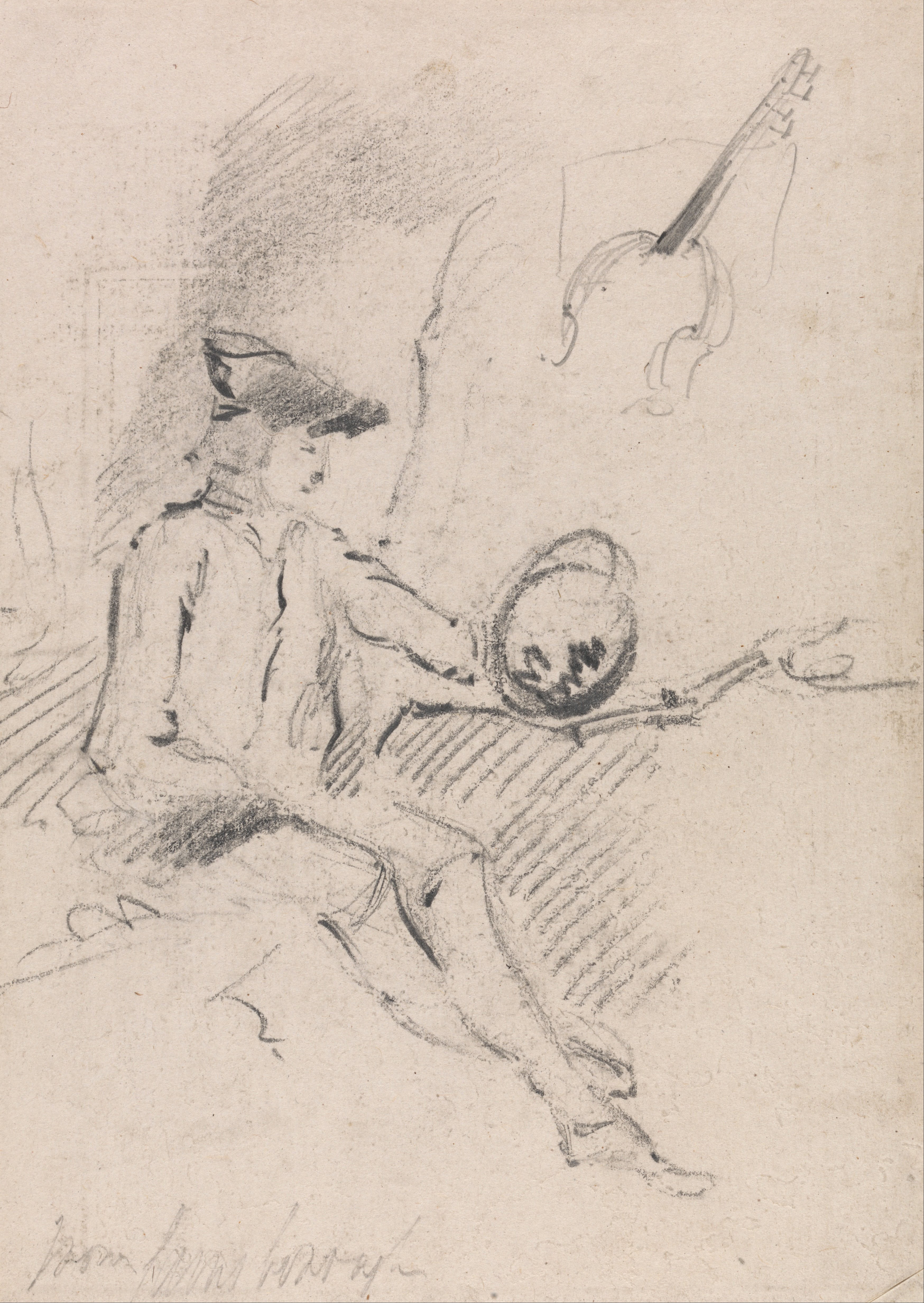
Thomas Gainsborough, Home sostenint un mirall de Claude dibuix, Centre d'Art Britànic de Yale.

Aquests instruments van ser molt emprats pels pintors paisatgistes anglesos de finals del s. XVIII i principis del XIX com a mètode a partir del qual realitzar esbossos i apunts de color dels paisatges que després anaven a pintar. Aquell que l'utilitzava adoptava una postura molt característica doncs havia de girar l'esquena al paisatge real per poder veure la imatge que es veia reflectida al mirall - com si d'una lent pre-fotogràfica es tractés - que així adquiria una subtil gradació dels tons de llum i de color. El pare Thomas West a A guide to the Lakes (1778) explica que "la persona que l'usa [el mirall] ha de donar sempre l'esquena a l'objecte que vol dibuixar. Ha de sostenir-per la part superior de la caixa... movent uns graus a la dreta o a l'esquerra (fins a trobar la posició que permeti veure la part desitjada) i portant la pantalla amb la cara cap al sol ".

## Història
El mirall de Claude rep el seu nom per Claude Lorrain, pintor francès del s. XVII, cèlebre sobretot pels seus paisatges i vistes escèniques clàssiques, molt apreciat ja en la seva època i en el s. XVIII, considerat sinònim de l'estètica del pintoresc (adjectiu aquest últim entès com a ideal estètic en pintura). No està documentat que els fes servir. Però se suposa que el mirall de Claude ajudaria a aconseguir obres similars a les de Lorrain. El reverend William Gilpin, clergue, pintor aficionat i professor del s. XVII que va ser un dels creadors del gènere estètic del pintoresc, advocava per l'ús d'aquests miralls dient que "dona a l'objecte de la naturalesa un tint suau i melós similar als tons d'aquest Mestre".
Els turistes i artistes amateurs que utilitzaven aquests miralls aviat es van convertir en blancs de la sàtira de l'època. Hugh Sykes Davis, observant-dirigint la seva mirada cap al mirall, en direcció oposada a la vista real, comentava: "Això és molt típic de la seva actitud cap a la Naturalesa, de tal manera que aquesta posició i no una altra hauria de ser la desitjada".